# 堯雄
堯 雄（ぎょう ゆう、499年 - 542年）は、中国の北魏末から東魏にかけての軍人。字は休武。本貫は上党郡長子県。

## 経歴
北魏の員外侍郎の堯栄（堯暄の子）の子として生まれた。若くして勇敢果断で、騎射を得意とし、自らの財産を軽んじて人士に重んじられた。永安年間、宣威将軍・給事中・持節慰労恒燕朔三州大使に任じられた。都督となり、叱列延慶の下で劉霊助を討って、鎮東将軍・燕州刺史に任じられ、城平県伯に封じられた。
普泰元年（531年）、高歓が信都で起兵すると、堯雄は爾朱兆の下で広阿で高歓と戦って敗れ、定州で高歓に帰順した。車騎大将軍・瀛州刺史となり、爵位を公に進めた。
永熙3年（534年）、孝武帝が関中に入ると、堯雄は大都督となり、高昂の下で賀抜勝を穣城に破った。三荊をめぐって征討し、都督二豫揚郢四州諸軍事・豫州刺史に任じられた。元洪威が潁州に拠って東魏に叛くと、趙継宗が潁川郡太守の邵招を殺して楽口に拠り、豫州刺史を自称して、元洪威に呼応した。堯雄は趙継宗を討って、敗走させた。王長が豫州刺史を称して西魏につくと、堯雄は侯景とともに王長を討ち平らげた。梁の李洪芝・王当伯が平郷城を落として、豫州の州境を侵すと、堯雄は伏兵を用いて迎撃し、李洪芝・王当伯らを生け捕りにした。天平2年（535年）、梁の司州刺史の陳慶之が豫州の州城に迫ると、堯雄は出戦して身に二カ所の傷を負いながら奮戦し、陳慶之を敗走させた。天平3年（535年）、陳慶之が南荊州を包囲すると、堯雄は梁の白苟堆を攻撃して、南荊州の包囲を解かせようと謀った。はたして陳慶之は南荊州の包囲を解いて向かってきた。陳慶之の軍が来ないうちに、堯雄は白苟堆を落とし、梁の鎮将の苟元広を捕らえた。梁が元慶和を魏王に立てると、堯雄は梁軍を攻撃して、元慶和を南頓で破った。まもなく侯景とともに梁の楚城を落とした。堯雄は行豫州事となった。
天平4年（537年）、潁州長史の賀若統が潁州刺史の田迅を捕らえて西魏に降ると、堯雄は広州刺史の趙育や揚州刺史の是云宝らとともに賀若統を討った。西魏の怡峯が来援すると、東魏軍は敗れ、趙育と是云宝は西魏に降った。堯雄は残兵を収容して、大梁を守った。西魏の韋孝寛らが豫州を攻撃し、堯雄の部下の郭丞伯・程多宝らが豫州で西魏に降ると、豫州刺史の馮邕らが捕らえられて長安に移送されることとなった。西魏の軍が楽口にさしかかると、堯雄の部下の王恒伽・赫連儁らが大梁から出て迎え撃ち、程多宝を斬り、捕虜を奪還した。元象元年（538年）、西魏が郭丞伯を潁川郡太守としたので、堯雄は侯景とともに郭丞伯を討った。郭丞伯を捕らえ、趙継宗・韋孝寛らを敗走させ、豫州を奪回して、再び行豫州事となった。西魏が是云宝を揚州刺史として項城に駐屯させ、韓顕を義州刺史として南頓に駐屯させると、堯雄はこれを攻撃して、1日のうちに2城を抜き、韓顕と義州長史の丘岳を捕らえ、是云宝を敗走させた。驃騎大将軍の位を加えられた。侯景に従って魯陽を平定し、また豫州刺史に任じられた。豫州の兵士や民衆をいたわって信頼された。人士を愛し、賓客と往来して、礼儀に厚い人物としても知られた。
興和3年（541年）、鄴に召還された。まもなく司州・冀州・瀛州・定州・斉州・青州・膠州・兗州・殷州・滄州の兵10万人を領して、西南に巡行し、要地を分守させた。興和4年（542年）、鄴で死去した。使持節・都督青徐膠三州諸軍事・大将軍・司徒公・徐州刺史の位を追贈され、諡を武恭といった。子の堯師が後を嗣いだ。

## 伝記資料
- 『北斉書』巻20 列伝第12
- 『北史』巻27 列伝第15